# Мазуринский летописец
Мазуринский летописец — памятник русского летописания XVII века.

## Списки
Летописец известен в настоящее время в составе одного списка. Это Мазуринский список, хранящийся в Мазуринском собрании Центрального государственного архива древних актов (ЦГАДА, Мазур., № 522). Он представляет собой рукопись в 4-ку, на 310 листах. Водяной знак — голова шута с семью лопастями — имеет аналогию, датируемую 1680 г.

## Состав
Летописец имеет название: «Книга, глаголемая летописец великия земли Росиския, великаго языка словенскаго, отколе и в кои лета начаша княжити». Начинается он с легендарных известий о Словене и Русе, начале Русской земли, сообщает о мучениках первых веков христианства, затем с рядом хронологических и фактических ошибок приводит данные по всеобщей, в том числе и русской истории; постепенно события из русской истории становятся преобладающими. Заканчивается летописец большой повестью о Московском восстании 1682 г., опубликованной М. Н. Тихомировым, который дал в другой работе краткое описание памятника, а также был инициатором публикации Летописца в тридцать первом томе «Полного собрания русских летописей».